# جامعة بورغندي
جامعة بورغندي (بالإنجليزية: University of Burgundy)‏ هي جامعة، تأسست في 1970، في فرنسا، وكانت تسمى جامعة ديجون، وهي عضوة في رابطة الجامعات الأوروبية، واتحاد كوبرين ‏، بلغ عدد طلابها 27935 في 1 سبتمبر 2016.
تقع جامعة بورغوندي في حرم جامعي كبير (أكثر من 150 هكتارًا) في الجزء الشرقي من ديجون يسمى الحرم الجامعي مونتموزارد، على بعد حوالي 15 دقيقة بالترام من وسط المدينة. تقع كليات العلوم الإنسانية والعلوم في الحرم الجامعي الرئيسي، إلى جانب القانون والطب والأدب في مباني منفصلة. يوجد أيضًا IUT (معهد التكنولوجيا) في الحرم الجامعي، ويقدم دبلومات متخصصة عالية المستوى في الأعمال والبيولوجيا والاتصالات وعلوم الكمبيوتر.
تضم الجامعة 10 كليات و4 كليات للهندسة و3 معاهد للتكنولوجيا تقدم دورات جامعية ومعهدين متخصصين يقدمان برامج الدراسات العليا.